# Friedel Holz
Friedel Holz (Dortmund, 21 febbraio 1920 – 9 aprile 1941) è stato un calciatore tedesco, di ruolo attaccante.